# Umi no Toriton
Umi no Toriton (海のトリトン lit. Tritón de los mares?) es una serie de anime y manga creados por Osamu Tezuka, el anime está dirigido por Yoshiyuki Tomino y está basado en el manga.  Esta serie, que cuenta con 27 episodios, se estrenó el 1 de abril de 1972 hasta el 30 de septiembre de ese mismo año. En Cataluña la serie fue emitida a principio de los años 90 por el canal TV3.

## Argumento
Hace 5.000 años, la familia Tritón vivía apaciblemente en Atlantis hasta que la familia de Poseidón lo destruyó todo celosos de su éxito. La raza de los merman fue aniquilada dejando a Tritón, como el único superviviente.  Ruka acompaña al huérfano Tritón a Japón con el fin de protegerle de sus enemigos. 
Triton fue criado desde bebé por el humano, Kazuya (矢崎和也). Pero Poseidón lanza un enorme tsunami que destruye el pueblo de Kazuya y mata al padre de éste. Kazuya, su madre y Tritón se marchan a Tokio. Sin embargo, Kazuya se convierte en asesino fugitivo que trabaja en un barco.

## Lista de episodios
| #  | Título                                                                                              |  |
| -- | --------------------------------------------------------------------------------------------------- |  |
| 01 | «El mar llama al muchacho» «Umi ga yobu shounen» (海が呼ぶ少年)                                     |  |
| 02 | «El secreto de Tritón» «Toriton no himitsu» (トリトンの秘密)                                        |  |
| 03 | «Oriharukon brilla» «Kagayaku Oriharukon» (輝くオリハルコン)                                        |  |
| 04 | «Hasta el final del mar del Norte» «Hokkai no hate ni» (北海の果てに)                               |  |
| 05 | «Hasta siempre, mar del Norte» «Saraba kita no umi» (さらば北の海)                                  |  |
| 06 | «¡Ve a la isla del Sur!» «Ike, minami no shima!» (行け、南の島!)                                    |  |
| 07 | «Junto a la Cruz del Sur» «Minamijuujisei no moto ni» (南十字星のもとに)                            |  |
| 08 | «La leyenda de la isla desaparecida» «Kieta shima no densetsu» (消えた島の伝説)                     |  |
| 09 | «El misterio del barco fantasma» «Yuurei sen no nazo» (ゆうれい船の謎)                              |  |
| 10 | «¡Despierta Pipi!» «Mezamero, Pipi!» (めざめろ、ピピ!)                                              |  |
| 11 | «Duelo en el Pacífico Norte» «Taiketsu. kita taiheiyou» (対決・北太平洋)                            |  |
| 12 | «Gran explosión de la isla Delfín» «Iruka tou dai bakuhatsu» (イルカ島大爆発)                       |  |
| 13 | «Acabando con la bestia» «Kyoshishi bakyuura no tsuigeki» (巨獣バキューラの追撃)                    |  |
| 14 | «Viaje al Océano Atlántico» «Taiseiyou e tabidatsu» (大西洋へ旅立つ)                                |  |
| 15 | «El dinosaurio que llora en la noche» «Kiri ni naku kyouryuu» (霧に泣く恐竜)                        |  |
| 16 | «La trampa del malvado Lehar» «Kaijin rehaaru no wana» (怪人レハールの罠)                           |  |
| 17 | «Las ruinas desaparecidas de Tritón» «Kieta Toriton no iseki» (消えたトリトンの遺跡)                |  |
| 18 | «Taros, el gigante candente» «Shakunetsu no kyojin Tarosu» (灼熱の巨人タロス)                       |  |
| 19 | «La ballena blanca ha regresado» «Yomigaetta shiro kujira» (甦った白鯨)                             |  |
| 20 | «La prisión de la araña marina» «Umi gumo no rougoku» (海グモの牢獄)                                |  |
| 21 | «El mar maléfico del Océano Pacífico» «Taiheiyou no ma umi» (太平洋の魔海)                          |  |
| 22 | «Misterios: La maldición de Amón» «Kaiki. Aamon no noroi» (怪奇・アーモンの呪い)                    |  |
| 23 | «Batalla en el bosque de los fósiles» «Kaseki no mori no tatakai» (化石の森の闘い)                  |  |
| 24 | «El asalto de Gondwana» «Totsugeki Gondowana» (突撃ゴンドワナ)                                      |  |
| 25 | «Las arenas movedizas de Golsenos» «Gorusenosu no sunaji goku» (ゴルセノスの砂地獄)                 |  |
| 26 | «El mar maléfico de Poseidón» «Poseidon no ma umi» (ポセイドンの魔海)                               |  |
| 27 | «Océano Atlántico: La luz del Sol también sale» «Taiseiyou hi wa mata noboru» (大西洋 陽はまた昇る) |  |

## Reparto
- Tritón: Yoku Shioya
- Pippy como "Pipiko": Akemi Hirokawa es una sirena que sobrevive al genocidio de la familia de Tritón y que quiere casarse con él.  Ella tiene siete hijos.
- Heptaboda: Taeko Nakanishi
- Padre de Tritón: Keiichi Noda
- Madre de Tritón: Toshiko Sawada
- Ruka: Haruko Kitahama
- Uru:
- Karu: Kaneta Kimotsuki
- Fin: un delfín soporífero amigo de Tritón. Kazuko Sugiyama
- Proteus: Junpei Takiguchi
- Marcus: Kōji Yada
- Kazuya: un chico que cuida de Tritón desde que era un bebé.  En la primera parte la historia se centra en él.
- Ippei: Jōji Yanami
- Ganomoth:
- Medon: Ryusuke Shiomi
- Doriate: Hiroshi Masuoka
- Minotus: Hidekatsu Shibata
- Poseidón: Takeshi Watabe el emperador de los mares y el líder de la familia Poseidón.  Intenta matar a Tritón y su familia para siempre.
- Dios de Poseidón: Yonehiko Kitagawa

## Tritón Azul y Tritón de los mares
Cuando el manga fue serializado en las páginas del Sankei Shinbun, fue llamado Tritón Azul (青いトリトン?  lit Aoi Toriton).  El título se cambió cuando la serie fue adaptada en para TV.  Entonces se convirtió en Tritón de los mares (海のトリトン?  lit Umi no Toriton).